# Берденов, Руслан Арысбекович
Руслан Арысбекович Берденов (каз. Руслан Арысбекұлы Берденов; род. 6 марта 1985, Чимкент, Казахская ССР) — казахстанский предприниматель и общественный деятель, депутат Мажилиса Парламента Казахстана VIII созыва (2023—2025).

## Биография
В 2006 году окончил Казахский национальный университет им. аль-Фараби по специальности «Менеджмент». В 2009 окончил университет КИМЭП со степенью магистра делового администрирования.
Трудовой путь начал в 2005 году с должности директора розничных продаж в компании ОАО «Алматы кус» (группа «Сеймар»).
Февраль 2007 года — июль 2010 года — главный логистический координатор в компании Procter & Gamble.
Июль 2010 года — ноябрь 2012 года — начальник отдела аренды подвижного состава в ТОО «Eastcomtrans».
Ноябрь 2012 года — май 2018 года — генеральный директор ТОО «Ак ниет».
Ноябрь 2018 года — апрель 2019 года — член наблюдательного совета ТОО «Ак ниет».
Апрель 2019 года — март 2023 года — заместитель председателя наблюдательного совета Aq Niet Group.
С 29 марта 2023 года по 24 февраля 2025 года — депутат Мажилиса Парламента Республики Казахстан VIII созыва по партийному списку партии «Respublica», член Комитета по финансам и бюджету.
С 24 февраля 2025 года — заместитель акима города Шымкента.

## Награды
2014 год — премия международной программы Ernst & Young «Предприниматель года» (Entrepreneur Of The Year® Award).
2022 год — медаль «За трудовое отличие».